# Andreas Bach
Andreas Bach (ur. 10 października 1968 w Erfurcie) – niemiecki kolarz torowy i szosowy, dwukrotny medalista torowych mistrzostw świata.

## Kariera
Największy sukcesem w karierze Andreasa Bacha był wywalczenie wspólnie z Guido Fulstem, Jensem Lehmannem i Danilo Hondo złotego medalu w drużynowym wyścigu na dochodzenie podczas mistrzostw świata w Palermo w 1994 roku. Ponadto razem z Torstenem Schmidtem, Lehmannem i Fulstem w tej samej konkurencji zdobył brązowy medal na rozgrywanych w 1993 roku mistrzostwach świata w Hamar. Nigdy nie startował na igrzyskach olimpijskich, ale trzykrotnie zdobywał medale mistrzostw kraju w kolarstwie torowym.